# Anisostena ariadne
Anisostena ariadne is een keversoort uit de familie bladkevers (Chrysomelidae). De wetenschappelijke naam van de soort werd in 1841 gepubliceerd door Edward Newman.